# Das Unbehagen der Geschlechter
Die Schrift Das Unbehagen der Geschlechter – 1990 erschienen unter dem englischen Titel Gender Trouble: Feminism and the Subversion of Identity – ist die erste Buchveröffentlichung der US-amerikanischen Philosophin Judith Butler (* 1956). Sie hatte großen Einfluss auf die feministische Philosophie und die Geschlechterforschung. Die deutsche Übersetzung von Kathrina Menke erschien 1991, der Titel spielt an auf Sigmund Freuds Schrift Das Unbehagen in der Kultur aus dem Jahr 1930.

## Grundlagen
Der Originaltitel Gender Trouble, unter dem das Buch auch im deutschen Sprachraum bekannt ist, benennt zusammenfassend den Kern von Butlers kritischen Auseinandersetzungen: Die Probleme (trouble), die sich aus der Zuschreibung und der Reproduktion von Geschlechterverhältnissen ergeben. Das deutsche Lehnwort „Gender“ bezeichnet die soziokulturelle oder psychologische Seite des Geschlechts einer Person, das „soziale Geschlecht“. In der feministischen Wissenschaftstheorie ist das eine Kategorie, die sich unterscheidet vom biologischen Geschlecht (englisch sex). Mit diesem muss die Geschlechtsidentität (gender identity) und die Geschlechterrolle einer Person nicht ursächlich in Verbindung stehen (vergleiche Doing Gender).
Ausgehend von Simone de Beauvoirs Werk Das andere Geschlecht aus dem Jahr 1951 und der darin enthaltenen zentralen Aussage: „Man wird nicht als Frau geboren, man wird es“, führt Butler aus, dass auch das „Körpergeschlecht“ (sex) diskursiv konstruiert wird. Die Einteilung der Menschen in die zwei Kategorien „männlich“ und „weiblich“ wäre demnach ein diskursiv gebildetes Konstrukt, das eine angebliche, natürlich-biologische Tatsache zum Vorwand nimmt, Herrschaft und Macht auszuüben.
Damit entwickelte Butler einen wesentlichen Aspekt der feministischen Theorien der philosophischen Postmoderne, der im Gegensatz zum klassischen Feminismus stand (vergleiche auch Feministische Postmoderne). Die Trennung zwischen sex und gender prägten bis in die späten 1990er-Jahre die Geschlechterforschung (Gender Studies) und große Teile der Frauenbewegung sowie den Kampf um die Frauenrechte. Wenn aber schon das Denken in den Geschlechtskategorien Mann/Frau die Grundlage für die sexistische Unterdrückung bilde, so wären gerade diese Denkbilder kritisch zu hinterfragen und aufzulösen (zu dekonstruieren). Denn selbst, wenn von einer Zweiteilung der Geschlechter ausgegangen wird (Binarität), folgt daraus weder, „daß das Konstrukt ‚Männer‘ ausschließlich dem männlichen Körper zukommt, noch daß die Kategorie ‚Frauen‘ nur weibliche Körper meint.“
Butlers in Gender Trouble formulierte Theorien beziehen sich auf zwei grundlegende theoretische Konzepte:
1. Zum einen orientiert sich Butler an Michel Foucaults Sichtweise des poststrukturalistischen Diskurses, nach dem der Diskurs der Ort der Konstitution und Konstruktion sozialer Wirklichkeit ist. An seine Überlegungen „zur Subjektwerdung als Unterwerfungsprozess in machtdurchzogenen, diskursiven Strukturen“[2] anknüpfend, stellt Butler die Fragen nach dem Verhältnis von Subjekt, Körper und Macht.[3]
2. Zum anderen bezieht Butler sich auf die Sprechakttheorie des britischen Philosophen John Austin, nach der die „performative Kraft von Sprache“ Identitäten konstruiert. So werden auch die Geschlechtskategorien „männlich/weiblich“ durch den Sprechakt geformt und in permanenter Wiederholung bestätigt.[4]

Butler entwickelt das Bild der „normativ regulierten und intelligiblen Geschlechter“, die aufgrund ihrer Vielschichtigkeit nicht zweigeteilt und auf eine rein natürliche Grundlage zurückgeführt werden könnten. Das Geschlecht umfasse auch Identitäten, körperliche Erfahrungen und „Materialitäten“, Sexualitäten, Diskurse, Politik, ideologische Aspekte, Macht und Geschichte. Butler erklärt: „‚Intelligible‘ Geschlechtsidentitäten sind solche, die in bestimmtem Sinne Beziehungen der Kohärenz und Kontinuität zwischen dem anatomischen Geschlecht (sex), der Geschlechtsidentität (gender), der sexuellen Praxis und dem Begehren stiften und aufrechterhalten.“

## Inhalt
Das Buch ist in drei Kapitel unterteilt, die das Thema der Geschlechter-Kategorien auf unterschiedlichen Gebieten der Diskurstheorie kritisch beleuchten:
1. Die Subjekte von Geschlecht/Geschlechtsidentität/Begehren betrachtet den Status „Frau“ als Subjekt des Feminismus und hinterfragt die Unterscheidung in Gender und Sex. Heteronormativität und Phallogozentrismus werden als Machtdiskurse gedeutet. Fragestellungen dazu diskutiert Butler anhand der Thesen der Kulturtheoretikerin Luce Irigaray und der Schriftstellerin Monique Wittig.[B: 3]
2. Das Verbot, die Psychoanalyse und die Produktion der heterosexuellen Matrix gibt einen Überblick über psychoanalytische, philosophische und feministische Darstellungen des Inzesttabus. Die kritische Betrachtung von Schriften der Psychoanalytiker Jacques Lacan, Joan Riviere und Sigmund Freud basiert auf der Repressions-Hypothese von Foucault, wie dieser sie in seinem Werk Sexualität und Wahrheit neu fasste.[B: 4]
3. Subversive Körperakte setzt sich mit Julia Kristevas Thesen zur Mütterlichkeit auseinander, Michel Foucaults Ausführungen zu den Tagebüchern von Herculine Barbin[6] sowie Monique Wittigs theoretischen und fiktionalen Texten. Im letzten Abschnitt wird unter der Überschrift Leibliche Einschreibungen, performative Subversionen die Begrenzung der Körper als politische Konstruktion dargestellt.

In einer Schlussbetrachtung mit dem Titel Von der Parodie zur Politik schlägt Butler parodistische Praktiken vor, mit denen die unendliche kulturelle Performativität der Geschlechtereinteilung anders gespielt und deren Macht gebrochen werden könnte: „Dabei geht es um solche Akte, die die Kategorien des Körpers, des Geschlechts, der Geschlechtsidentität und der Sexualität stören.“

### Die Körperpolitik von Julia Kristeva
Mutterschaft und poetische Sprache sind nach Julia Kristeva subversiv gegen das Gesetz des Vaters, da sie das Semiotische im Gegensatz zum Symbolischen des Gesetzes widerspiegeln. Wie auch Jacques Lacan beschreibt sie, dass Mädchen (weibliche Kleinkinder) eine Abnabelung von der Mutter durch das Inzestverbot erfahren und Melancholie im Freud’schen Sinne entsteht. Diese verlorene Beziehung kann durch die spätere eigene Mutterschaft wieder eingeholt werden, die junge Mutter wird zum gleichen Wesen wie ihre Mutter. Auch weibliche Homosexualität ist nach Kristeva vom melancholischen Verlust der Mutter-Beziehung geprägt. Da sie gesellschaftlich nicht akzeptiert ist, bleiben Mutterschaft und poetische Sprache (Intertextualität) als subversive Auswege.
Butler kritisiert, dass Kristeva von einer vor dem Gesetz liegenden und von ihm unterdrückten Weiblichkeit ausgeht. Die Begriffe aber sind schon vom Gesetz, das den Diskursrahmen absteckt, selbst geprägt. Was bei Kristeva also subversive kulturelle Handlung sein sollte, ist nur eine Festigung der Macht des Diskurses, durch herrschende Normen vorgelegt. Das Gesetz unterdrückt zwar weibliche Selbstbestimmung, generiert diese aber zugleich, indem Weiblichkeit – im Sinne von „anders als Männlichkeit“ – überhaupt festgeschrieben wird. Butler will über diese Festlegung zweier Geschlechter hinaus. Es gälte, sich von der „Illusion eines wahren Körpers jenseits des Gesetzes zu kurieren.“ Statt ein Vorherliegendes, Unterdrücktes zu suchen, das letztlich nur wieder eine Manifestation des Gesetzes ist, sieht sie Subversion nur möglich „als eine, die von den Bedingungen des Gesetzes ausgeht, d. h. von den Möglichkeiten, die zutage treten, sobald sich das Gesetz gegen sich selbst wendet und unerwartet Permutationen seiner selbst erzeugt.“ Die Befreiung des kulturell konstruierten Körpers erfolgt „weder für seine ‚natürliche‘ Vergangenheit noch für seine ‚ursprünglichen‘ Lüste, sondern für eine offene Zukunft kultureller Möglichkeiten.“

### Die Desintegration von Monique Wittig
Grundthese Monique Wittigs ist, dass die Einteilung in zwei Geschlechter nicht nur, wie bei Simone de Beauvoir, für das soziale Geschlecht (gender), sondern auch für das biologische (sex) zurückzuweisen ist. Die Begriffe „Frau“ und „Mann“ seien Ausdruck einer aufgezwungenen Heterosexualität. Aus diesem Grund ist der biologische Körper nicht männlich oder weiblich, sondern wird dies sekundär, durch die geschlechtlich bestimmte Bezeichnungsweise. In diesem Sinne stellt Wittig dar, dass eine lesbische Person keine Frau ist, da sie die Kategorie Frau aufbricht oder unterläuft und somit nicht mehr entsprechend kategorisiert werden könne. Wittig intendiert, die Sprache vollkommen zu verändern, um jenseits der Geschlechter-Kategorien denken zu können. Wird der biologische Körper in männlich und weiblich eingeteilt, indem beispielsweise seine Geschlechtsmerkmale benannt werden, so wird er laut Wittig nicht etwa vereinheitlicht, sondern fragmentiert, denn er wird damit erogen auf diese Teile festgelegt, aufgesplittert und reduziert. Der sexuell eingeteilte Körper ist „Zeichen der Fragmentierung, Einschränkung und Herrschaft.“
Wittig sieht Sprache als Machtinstrument der männlichen Schicht an. Das sprechende Subjekt ist immer ein männliches. Frauen, Lesben, Schwule und andere können keine Sprecherposition in diesem System annehmen. Sprache baut ihre Herrschaft auf durch ständige Wiederholung „lokutionärer Akte“ (Austin), die zur Institutionalisierung der Geschlechtertrennung und -herrschaft führen. Dabei gilt für Wittig jedoch, offenbar in Anlehnung an Jacques Lacan, dass nur Frauen ein Geschlecht zugewiesen bekommen, während Männer „als universale Personen an diesem System teilhaben.“ Frauen sind, nach Simone de Beauvoir, in einem weiblichen „Zirkel der Immanenz“ gefangen: „Männer und Frauen sind politische Kategorien und keine natürlichen Tatsachen.“ Demnach gäbe es keine „weibliche Natur“, sondern es ist sozial konstruiert, was intuitiv als natürlich ansehen wird. Den Ausweg aus diesem Herrschaftssystem sieht Wittig in der Formbarkeit der Sprache: Frauen sollten die männlich belegte Subjektposition ein- und übernehmen. Diese Inbesitznahme bedeute den praktischen Zusammenbruch der Kategorie des Geschlechts (vergleiche Postgenderismus). Sobald eine Frau „ich“ sagt, wird sie gemäß Wittig „für sich selbst ein totales – d. h. geschlechtlich unbestimmtes (ungendered), universales, ganzes Subjekt“.
Butler sieht in Wittigs Theorie zwei Ebenen der Realität oder zwei Ordnungen der Ontologie: die gesellschaftlich konstituierte Annahme von Wirklichkeit aus einer grundlegenden Seinsverfassung und eine vorgesellschaftliche Ontologie einheitlicher und gleicher Personen. They ordnet Wittigs politisches Projekt daher in den „Kontext des traditionellen Diskurses der Ontotheologie“ ein, da Wittig die Sprache als universal und „das Sein als Sein nicht geteilt“ ansieht. Nach Wittig erfordere das Sprechen „eine bruchlose Identität aller Dinge“. Sie stehe damit im Gegensatz zu Jacques Derrida, für den alle Bezeichnungen auf einer operationellen Différance basieren.

### Feminismus ohne Subjekt
Grundlage der Feminismuskritik Butlers ist die Frage, ob feministische Theorie ohne das als „Frau“ kategorisierte Subjekt auskommen kann. Zugleich kritisiert sie den Subjektbegriff, der einerseits auf Friedrich Nietzsche, andererseits auf Sigmund Freud zurückgeht, und dann von postmodernen Philosophen wie Derrida und Foucault ausformuliert wurde. Das klassische oder metaphysische Subjekt bezeichnet eine feste Entität, die im Gegensatz zur Außenwelt, zu den Objekten steht. Somit werden Subjekte außerhalb der eigenen Identität zu „Anderen“ und letztlich zu Objekten. Dieser Identitätsstiftung folgt eine Reihe von Konsequenzen, unter anderem die Trennung der Welt in Binaritäten wie Ich–Du, Kultur–Natur oder eben Mann–Frau. Hier setzt Butlers Feminismuskritik ein, denn wenn die Frauen als ein „wir“ angesprochen werden, als eine gesellschaftliche Klasse, die es zu stärken gilt, so schreibt sich die metaphysische Identitätstradition mit ein.
Das Subjekt und damit auch seine Geschlechterfestschreibung wird im Diskurs des performativen Akts konstituiert, das heißt durch ständige sich wiederholende Praktiken. Dahinter steht für Butler zwar eine gesellschaftliche, aber keine subjektive Macht, oder anders formuliert, es ist – im Anschluss an ein Wort Nietzsches – eine „Tat ohne Täter.“ Um daraus auszubrechen, müsse man „jene Geschlechter-Normen, die die Wiederholung selbst ermöglichen […] durch eine radikale Vervielfältigung der Geschlechtsidentität verschieben“. Solche verschiebende Vervielfältigung sieht Butler unter anderem in der Parodie der Geschlechtsidentität, in den Rollen der Dragqueens oder in den lesbischen Butch-und-Femme-Beziehungen, die nicht einfach die Männer- und Frauenrollen wiederholen, sondern sie parodistisch umschreiben. Da Identität und Gender performativ konstituiert werden, gilt es für Butler, diese Festlegung durch Performanz zu verändern:

„Die kulturellen Konfigurationen von Geschlecht und Geschlechtsidentität könnten sich vermehren (…), indem man die Geschlechter-Binarität in Verwirrung bringt.“

## Rezeption
Das Buch erlangte kurz nach seinem Erscheinen 1990 großes Aufsehen und galt als höchstumstritten sowohl in der Geschlechterforschung wie in der feministischen Öffentlichkeit. Auch im deutschsprachigen Raum, wo es ein Jahr später herauskam, fand es breite Rezeption, die zum großen Teil mit Skepsis und auch Ablehnung reagierte.
In der feministischen Diskussion stieß die dekonstruktivistische Konzeption des Subjekts und ihre Radikalität auf Kritik. Vorgeworfen wurde Butler die Entkörperung, die mangelnde Berücksichtigung realer Stofflichkeit des Körpers und die Negierung konkreter sinnlicher Erfahrungen von Weiblichkeit und Männlichkeit. So wandte sich die Medizinhistorikerin Barbara Duden mit ihrer 1993 erschienenen Schrift Die Frau ohne Unterleib gegen diese Vernachlässigung der Materialität von Geschlecht und Körper.
Ein weiterer Mangel wurde in der fehlenden empirisch-gesellschaftlichen Analyse und der nicht vorgenommenen historischen Verortung des Konzepts gesehen. Im Gegensatz zu Foucault, der die Begriffe sex und Sexualität historisiert habe, würde Butler diese verallgemeinern und damit den Gewinn der Foucaultschen Perspektive zunichtemachen. Denn die historische Kontrastierung mache deutlich, dass das System der Zweigeschlechtlichkeit „als ein Kernelement der seit dem 18. Jahrhundert sich durchsetzenden Normierungsmacht zu verstehen ist“ (Hilge Landweer 1993).
Ausführlich dokumentiert ist die feministische Kontroverse um Gender Trouble in einer Essaysammlung von 1993 unter dem Titel Der Streit um Differenz: Feminismus und Postmoderne in der Gegenwart. Sie enthält unter anderem Positionierungen und Kritiken der Wissenschaftlerinnen Seyla Benhabib, Drucilla Cornell und Nancy Fraser. In der deutschsprachigen Rezeption ist diese Sammlung als die Weiterführung von Butlers Thesen sowie einer Positionierung der „feministischen Postmoderne“ besprochen worden.
Butler greift in ihrem 1993 in den USA und 1995 in Deutschland erschienenen Buch Körper von Gewicht: Die diskursiven Grenzen des Geschlechts (original Bodies that matter) diese Kritiken auf und geht auf den Zusammenhang zwischen Materialität und Diskursivität des Geschlechtskörpers ein; dies macht sie noch intensiver in dem 2004 in den USA und 2009 in Deutschland herausgegebenen Die Macht der Geschlechternormen und die Grenzen des Menschlichen (original Undoing Gender).
2020 nennt die Kulturtheoretikerin Ines Kappert in der taz Judith Butler 30 Jahre nach dem Erscheinen von Gender Trouble „wohl die berühmteste lebende Philosoph*in der Welt“. Die Schrift habe auch „als Nährboden“ gewirkt für die Anerkennung der Notwendigkeit einer „dritten Option“ der Geschlechtlichkeit (vergleiche divers, nichtbinär). Kappert fasst die Auswirkungen auf den Feminismus zusammen: „In aller erster Linie streitet Feminismus für die Gleichberechtigung aller Geschlechter und also für eine Kultur der Gewaltfreiheit. Happy Birthday, Gender Trouble!“

## Ausgaben
- Judith Butler: Gender Trouble: Feminism and the Subversion of Identity. Routledge, New York u. a. 1990, ISBN 0-415-90042-5 (englisch).
  - deutsch: Das Unbehagen der Geschlechter. Aus dem Amerikanischen von Kathrina Menke. Suhrkamp, Frankfurt am Main 1991 (= Edition Suhrkamp. Band 1722), ISBN 3-518-11722-X.